# Teddy Riley

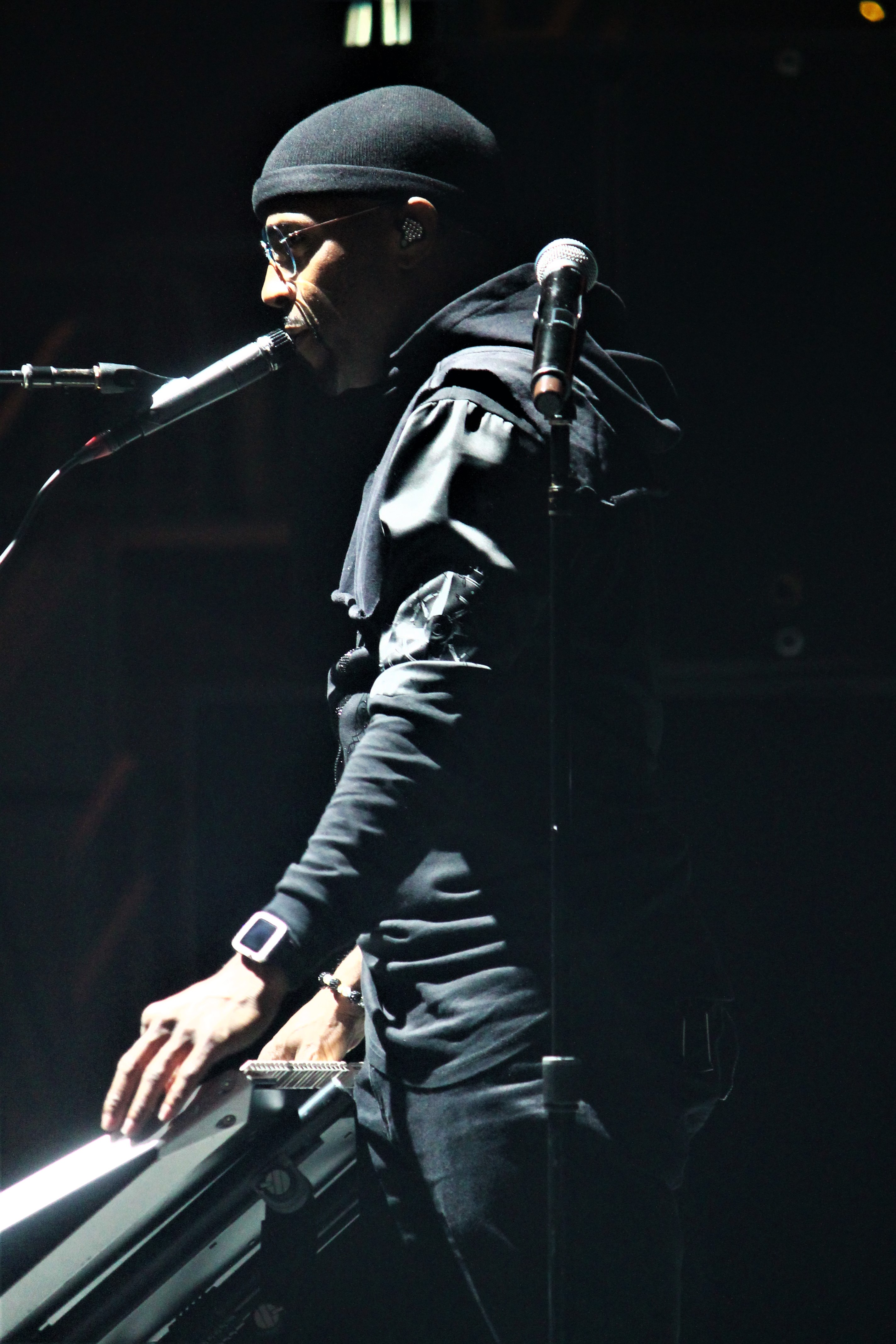
Teddy Riley (2017)

Edward Theodore „Teddy“ Riley (* 8. Oktober 1967 in Harlem, New York) ist ein US-amerikanischer Singer-Songwriter und Produzent und gilt als Begründer des New Jack Swing. Durch seine Zusammenarbeit mit Künstlern wie Michael Jackson, Bobby Brown, Doug E. Fresh, Keith Sweat, Heavy D, Jane Child etc. und als Mitglied der Gruppen Guy und Blackstreet, beeinflusst Riley maßgeblich die Stile des Contemporary R&B, Hip-Hop und der Popmusik.

## Leben
Teddy Riley wuchs in Harlem in New York auf. Mit drei Jahren begann er Schlagzeug zu spielen, mit fünft spielte er auch Gitarre und Trompete und mit acht Jahren Klavier. Riley spielte später in verschiedenen Bands in New York. Er produzierte 1986 Kool Moe Dees Single „Go See the Doctor“. Das Lied wurde über ein Independent-Label vertrieben und erreichte Platz 89 der amerikanischen Musikcharts Billboard Hot 100.

### Karriere
1987 gründete Riley zusammen mit Aaron Hall und Timmy Gatling die R&B-Gruppe Guy. Mit ihrer Musik waren Guy Pioniere des New Jack Swing. Diesen Stil verwendete Riley bereits bei seinen Zusammenarbeiten mit u. a. Johnny Kemp (Just Got Paid), Bobby Brown (My Prerogative) und Keith Sweat (Make It Last Forever). 1989 produzierte Riley Big Daddy Kanes „I Get the Job Done“ sowie weitere Arbeiten für The Jacksons, The Winans und James Ingram.
Durch die Empfehlung von Michael Jacksons langjährigem Produzenten Quincy Jones produzierte Riley als Hauptproduzent Jacksons Album Dangerous, das 1991 erschien. Es ist das erfolgreichste Album des New Jack Swing mit 32 Millionen verkauften Einheiten.
Nachdem sich Guy 1992 auflösten, produzierte Riley das zweite Album der von Wreckx-N-Effect mit dem Titel Hard or Smooth. Dabei entdeckte Riley die Neptunes, die an der Produktion für Wreckx-N-Effects Hit-Single „Rump Shaker“ beteiligt waren. Ende 1992 gründete Riley seine zweite Gruppe namens BLACKstreet. Die Gruppe veröffentlichte einige Hits wie „No Diggity“ (1996, mit Dr. Dre und Queen Pen), „Don’t Leave Me“ (1997) und „Girlfriend/Boyfriend“ (1999, mit Janet Jackson, Eve und Ja Rule). Bis 2011 löste sich die Gruppe mehrere Male auf und fand wieder zusammen.
2008 musste er sein Studio in Virginia verkaufen, um seine Steuerschulden in Höhe von 1 Million Dollar zu begleichen.
2009 trat Riley noch einmal mit Guy bei den BET Awards auf. Im selben Jahr arbeitete Riley zusammen mit Amerie und Robin Thicke an deren Alben. Durch seine Zusammenarbeit mit Snoop Dogg an dem Album Ego Trippin’ wurde Riley Teil des Produzententeams der Supergruppe QDT. Teddy und Taja Riley produzierten das Lied „Teeth“ von Lady Gagas EP The Fame Monster.
Am 10. Dezember 2010 erschien das posthume Album Michael des Sängers Michael Jackson, an dessen Produktion unter anderem auch Teddy Riley beteiligt war.
Seit 2010 ist Riley auf dem südkoreanischen Musikmarkt aktiv. Riley arbeitete mit Jay Park zusammen an dem Titel „Demon“. Später produzierte er die erste EP der Girlgroup RaNia. 2011 produzierte er mit der Gruppe Girls’ Generation den gleichnamigen Titelsong des Albums The Boys. Das Album und das Lied erreichten Platz 1 der südkoreanischen Charts. Das Lied erschien auch auf Englisch und möchte mit The Boys und Rileys Unterstützung die westlichen Musikmärkte erobern.